# Skinner-Gletscher
Der Skinner-Gletscher ist ein Gletscher an der Rymill-Küste des Palmerlands auf der Antarktischen Halbinsel. Er fließt zwischen Mount Dixey und Mount Flower in südsüdwestlicher Richtung zum George-VI-Sund, den er unmittelbar östlich des Carse Point erreicht.
Das UK Antarctic Place-Names Committee benannte ihn 1976 nach dem britischen Geologen Alexander Cumming Skinner (* 1947), der von 1968 bis 1970 für den British Antarctic Survey am Fossil Bluff und auf der Stonington-Insel tätig war.